# Mister Pip
Mister Pip  è un romanzo dello scrittore neozelandese Lloyd Jones, pubblicato nel 2006.

## Descrizione
L'autore si ispira al romanzo di Charles Dickens Grandi Speranze tant'è che Il titolo dell'opera prende il nome proprio dal protagonista del suo romanzo. Jones ambienta però la storia in un contesto totalmente differente, ovvero durante la guerra civile in Papua Nuova Guinea degli anni '90.

## Trama
Con la guerra civile in Papua Nuova Guinea, tutti gli uomini bianchi hanno lasciato l'isola di Bougainville, eccetto uno, Mr Watts. 
Chiamato da tutti sull'isola Pop Eye, Mr Watts, neozelandese e sposato con una donna indigena, si propone come insegnante per i bambini della comunità. Inizia a leggere ad alta voce durante le sue lezioni il romanzo di Charles Dickens Grandi speranze permettendo ai bambini di identificarsi con Pip così tanto che soprattutto per Matilda, il personaggio prende vita. A credere che Pip non sia solo il personaggio di un romanzo sono anche i ribelli, i quali chiederanno alla comunità dell'isola di consegnarlo loro. La storia di Pip riuscirà a cambiare profondamente Matilda e ad accettare la propria situazione.

## Personaggi principali
- Matilda è la protagonista dell'opera, e vive sull'isola con sua madre Dolores. Dopo la sua morte e quella del suo insegnante, si trasferisce in Australia con suo padre.
- Mr.Watts (Pop Eye)  è l'unico uomo bianco rimasto sull'isola dopo la guerra civile e il blocco dichiarato dallo stato. La sua origine è neozelandese, ma la donna con cui è sposato, ovvero la sua seconda moglie, è del luogo. Decide di proporsi come insegnante per i bambini introducendoli alla lettura del romanzo di Charles Dickens Grandi Speranze.
- Dolores è la madre di Matilda. È profondamente cristiana ed è spesso in contrasto con Mr.Watts.

## Adattamento cinematografico
Il film Mr. Pip è uscito nelle sale cinematografiche nel 2012 ed è stato girato in Nuova Zelanda, Papua Nuova Guinea (isola di Bougainville).

## Premi e riconoscimenti
- Commonwealth Writers' Prize: 2007 vincitore nella categoria "Miglior libro"[2]
- Booker Prize: 2007 nella shortlist[3]
- Premio Kiriyama: 2008 vincitore nella categoria "Fiction"[4]

## Edizioni
- Lyoyd Jones- Mister Pip,  Giulio Einaudi Editore (2007), ISBN 9788806187088.